# Вулинь
Вулинь (вьет. Vũ Linh) — община в уезде Йенбинь провинции Йенбай во Вьетнаме .

## География
Община Вулинь находится на востоке уезда Йенбинь и граничит с общинами:
- на востоке — Батьха,
- на западе — Дайдонг и Танхыонг,
- на юге — Винькьен,
- на севере — Фукан и Танхыонг.

Община Вулинь имеет площадь 37,39 км² (3738,7 га), из них 17,32 км² занимают леса, 692 га используются для сельского хозяйства, 20 га — под аквакультуру.

## История
16 февраля 1967 г. министр внутренних дел издал Постановление № 51-NV о разделении общины Вулинь на две: Вулинь и Батьха.
26 декабря 2020 года община признана соответствующей стандартам NTM.

## Население
По данным на 2020 год, общину населяло 6047 человек, объединённых в 1424 домохозяйства.

## Экономика
Основу экономики составляет сельское хозяйство: земледелие и скотоводство. Средний доход на душу населения — 37,8 млн донгов в год.